# Schloss Arnstein
Schloss Arnstein ist ein aus einer ursprünglich spätgotischen Burg hervorgegangenes, mehrfach umgestaltetes Herrenhaus in der Gemarkung Eichenberg der Gemeinde Neu-Eichenberg im nordhessischen Werra-Meißner-Kreis.

## Geographische Lage
Das Schloss steht 1,3 km südsüdöstlich des Ortsteils Eichenberg Dorf und 2 km südsüdwestlich des Ortsteils Eichenberg Bahnhof auf einem schmalen Höhenrücken (263 m ü. NHN), der sich südöstlich oberhalb des von Eichenberg kommenden Werra-Zuflusses Karlsbach erhebt; südwestlich des teils bewaldeten Höhenrückens mündet ein Bach aus Südosten kommend in den Karlsbach.
Nordwestlich unterhalb des Höhenrückens verlaufen ein gemeinsamer Abschnitt der Bundesstraßen 80 und 27, die Bahnstrecke Halle–Hann. Münden und die Werratalstrecke der Hannöverschen Südbahn (Kassel–Hann. Münden–Eichenberg–Göttingen). Südöstlich unterhalb führt die Bahnstrecke Göttingen–Bebra vorbei.

## Geschichte
Die ursprüngliche Burganlage stammt wohl aus dem 12. Jahrhundert und wurde vermutlich als Grenzburg gegen Braunschweig und gegen das mainzische Eichsfeld errichtet. Als Erbauer im Jahre 1149 wird ein Arnold von Berlepsch genannt, der auch Namensgeber der Burg gewesen sei. Arnstein war wahrscheinlich einer der von dem Chronisten Johannes Rothe erwähnten „acht festen Plätze“ an der unteren Werra, die der wettinische Landgraf von Thüringen, Heinrich der Erlauchte, in dem Vertrag mit Sophie von Brabant im Jahre 1264, mit dem der Thüringisch-hessische Erbfolgekrieg (1247–1264) beendet wurde, ihrem Sohn, dem Landgrafen Heinrich I. von Hessen, im Gegenzug für dessen Verzicht auf weitere Erbansprüche in Thüringen übereignete.
Die Burg war danach mehrfach verpfändet. So sind im Jahre 1337 die Herren von Rusteberg als Pfandbesitzer erwähnt. Sie betätigten sich allerdings vom Arnstein aus als Raubritter und brachten dadurch den Mainzer Erzbischof Heinrich III. von Virneburg und den Landgrafen von Hessen gegen sich auf. Diese beiden schlossen sich 1342 zusammen, um die Rusteberger zu bestrafen. Die Rusteberger wurden vom Arnstein vertrieben, und an ihre Stelle traten die Herren von Berlepsch. Eine Urkunde aus dem Jahr 1366 bezeugt eine bevorzugte Verleihung der Pfandschaftsgelder seitens des hessischen Landgrafen an die von Berlepsch, um weitere Bauten auf dem Arnstein zu errichten. Eine Urkunde aus dem Jahre 1371 erwähnt als Pfandinhaber der Burg Arnstein Arnold und Hans von Berlepsch, Odomar von Bodenhausen und dessen Gemahlin Mechthild von Rusteberg, sowie die Brüder Thilo und Heinrich von Rusteberg. Die Burg wurde 1396 zerstört, aber wieder aufgebaut. Ab 1434 war sie landgräflich-hessisches Lehen der Herren von Bodenhausen, die durch Heirat und Erbschaft die Nachfolge der in den dreißiger Jahren des 15. Jahrhunderts in männlicher Linie ausgestorbenen Rusterberger antraten und das Anwesen bis zu ihrem Konkurs 1938 in Besitz hatten.
Um 1600 wurde die Burg abgebrochen und das dreistöckige, schlossartige Herrenhaus errichtet. Im Jahr 1623, im Dreißigjährigen Krieg, wurde dieses durch Tilly’sche Truppen verwüstet. Um 1750 war das Herrenhaus bereits sehr verfallen. Die völlige Zerstörung erfolgte 1760, im Siebenjährigen Krieg, durch die französische Besatzung und preußische Artillerie.

## Heutige Anlage
Beim Neuaufbau der stark verfallenen Gebäude Anfang des 19. Jahrhunderts wurde aus dem mächtigen spätmittelalterlichen Baukörper ein zweigeschossiges Schloss mit Mansarddach, dem um 1804 ein Terrassengarten angefügt wurde. Das Schloss ist ein weitgehend einheitlicher, rechteckiger Bruchsteinbau mit Eckquaderung und einem barocken Portal.
Dem Schloss nördlich vorgelagert ist ein großer zweiflügeliger Gutshof aus dem 19. Jahrhundert. An den beiden Seiten der dem Gutshof zugewandten Schmalseite befinden sich je ein kleiner Pavillon aus der Umbauphase um 1600 mit massivem Untergeschoss und einem Fachwerkobergeschoss mit ornamentierter Schwelle und ornamentierten Füllhölzern, von denen der linke (westliche) als Torhaus dient.
1981 erwarb Horst-Alexander von Einsiedel-Syhra das Schloss, der auch das Amtshaus Koldingen übernahm. Die heute ungepflegte Anlage befindet sich in Privatbesitz. Eine Besichtigung ist nicht möglich.